# Brian Marsden
Brian Geoffrey Marsden (* 5. August 1937 in Cambridge, England; † 18. November 2010 in Burlington, Massachusetts) war ein britischer Astronom, der in den USA lebte und arbeitete. Er war am Smithsonian Astrophysical Observatory in Cambridge (Massachusetts) tätig und in den Jahren von 1978 bis 2006 Direktor des Minor Planet Center.

## Leben
Marsden wurde 1937 im englischen Cambridge geboren und studierte Astronomie an der Universität Oxford und später an der Yale University. Er war Experte auf den Gebieten der Himmelsmechanik und Astrometrie und spezialisierte sich auf die Berechnung der Umlaufbahnen von Asteroiden und Kometen, bei denen nur wenige Beobachtungsdaten vorliegen, sowie auf die Bestimmung von Bahnabweichungen. Für Pluto schlug er einen Doppelstatus als Planet und Asteroid (10000) vor.
Marsden prognostizierte aktuelle Bahnen von Himmelskörpern, die aufgrund ungenauer Bahnbestimmungen als verloren galten oder deren Bahnen sich verändert hatten. Seiner Arbeit sind Wiederentdeckungen „verlorener“ Kometen und Kleinplaneten zu verdanken. Insbesondere bei Kometen kann ein Wiederfinden schwierig sein, da sich ihre Bahn neben gravitativen Störungen durch andere Himmelskörper auch infolge nichtgravitativer Effekte (Rückstoßeffekt durch den Ausstoß von Jets) verändern kann. So sagte Marsden für 1992 die Wiederkehr des verloren geglaubten periodischen Kometen Swift-Tuttle voraus, die tatsächlich eintrat. Seine Berechnungen zeigten außerdem, dass der Komet Shoemaker-Levy 9 auf den Planeten Jupiter stürzen musste. Er untersuchte die Bahnen der Kometen der Kreutz-Gruppe und zeigte, dass deren Mitglieder in zwei Untergruppen aufgeteilt werden können. 
Gemeinsam mit Nikolai Stepanowitsch Tschernych entdeckte Marsden am 28. August 1982 den Asteroiden (37556) Svyaztie. 
Im August 2006 ging er in den Ruhestand.
Für seine Leistungen wurde Marsden mehrfach von der American Astronomical Society ausgezeichnet. 
Nach Brian Marsden wurde der Asteroid (1877) Marsden benannt.

## Publikationen
- Brian G. Marsden, Z. Sekanina, D. K. Yeomans: Comets and nongravitational forces. V.; Astronomical Journal Volume 78, Nr. 2, März 1973; (online)
- Brian G. Marsden: Catalogue of cometary orbits; Minor Planet Center Cambridge Mas.; 7. ergänzte Auflage 1992
- Jane Luu, Brian G. Marsden, David Jewitt, Chadwick A. Trujillo, Carl W. Hergenrother, Jun Chen, Warren B. Offutt: A new dynamical class of object in the outer Solar System; Nature, Volume 387, 5. Juni 1997 (online)